# Birgir Guðlaugsson
Birgir Guðlaugsson (ur. 28 kwietnia 1941 w Siglufjörður, zm. 26 listopada 2007 tamże) – islandzki biegacz narciarski.

## Lata młodości
Był synem stolarza Guðlaugura Gottskálkssona (1900-1977) i Þóry Maríi Amelíi Björnsdóttir (1897-1976). Miał cztery siostry: Reginę (ur. 1928), Helenę (ur. 1932), Sonję (ur. 1936) i Birgittę (ur. 1945). Oprócz narciarstwa w młodości uprawiał również siatkówkę i piłkę nożną.

## Kariera
W 1964 wystartował na igrzyskach olimpijskich w biegu na 15 i 30 km. Na krótszym dystansie był 67. z czasem 1:04:53,9 s, natomiast na dłuższym zajął 64. pozycję z czasem 1:54:00,3 s.

## Życie prywatne
28 kwietnia 1963 poślubił Erlę Svanbergsdóttir, z którą miał troje dzieci: córki Birgittę (ur. 27 września 1963; z zawodu lekarz) i Bryndís (ur. 7 października 1965; z zawodu farmaceutka) oraz syna Guðlaugura (ur. 6 sierpnia 1970; z zawodu fizjoterapeuta).

## Śmierć i pogrzeb
Zmarł 26 listopada 2007 w Siglufjörður. Został pochowany 8 grudnia tegoż roku w tym samym mieście.